# Wrightia religiosa
Wrightia religiosa är en oleanderväxtart som först beskrevs av Johannes Elias Teijsmann och Binn., och fick sitt nu gällande namn av Joseph Dalton Hooker. Wrightia religiosa ingår i släktet Wrightia och familjen oleanderväxter. Inga underarter finns listade i Catalogue of Life.